# Kalanipehu
Kalanipehu (kalani = "nebeski") bio je kralj havajskog otoka Molokaija u 17. stoljeću. Spomenut je u drevnim pojanjima.
On je bio najmoćniji poglavica Molokaija na početku 17. stoljeća.
Nažalost, imena njegovih roditelja nisu se sačuvala.
Prije njega, otokom su vladali njegovi preci, koji su bili potomci kralja Keʻoloʻewe i njegove supruge Nuʻakeje.
Nije jasno preko koga je Kalanipehu bio član dinastije Kamauaue.
Kalanipehu je imao kćer imenom Kumakakaha, čiji je muž bio poglavica Pune zvan Kuikai, koji se na Molokai preselio. On je bio rođak kraljeva otoka Havaji.
Kumakakaha i njezin muž postali su preci obitelji Kaiakea.